# Tommy Gemmell
Pour les articles homonymes, voir Gemmell.
Thomas Gemmell, dit Tommy Gemmell, né le 16 octobre 1943 à Motherwell (Écosse) et mort le 2 mars 2017 dans la même ville, est un footballeur écossais des années 1960-70.
Il fait partie de la célèbre équipe des Lisbon Lions qui a remporté la coupe d'Europe des clubs champions en 1967 avec le Celtic. Il fait partie du Scottish Football Hall of Fame, à partir de 2006, lors de la troisième session d'intronisation.

## Palmarès
- Coupe d'Europe des clubs champions : 1967
- Championnat d'Écosse : 1966, 1967, 1968, 1969, 1970, 1971
- Coupe d'Écosse : 1965, 1967, 1969, 1971